# Dirk Seliger
Dirk Seliger (* 1970 in Sonneberg) ist ein deutscher Schriftsteller, Fabeldichter, Illustrator, Comicautor und Lehrer.

## Leben
Seliger studierte Germanistik und Kunst an der Pädagogischen Hochschule Erfurt/Mühlhausen und der Friedrich-Schiller-Universität Jena. Anfang der 1990er Jahre begann er kurzzeitig mit der Veröffentlichung von Cartoons in der Tageszeitung Freies Wort. Seit Ende der 1990er Jahre arbeitet er für den RAABE Fachverlag für die Schule und ist als Lehrer tätig.
Während mit Beginn des Jahres 2001 eigene Publikationen im Buchformat erschienen, wendete sich Seliger ab Ende der 2000er Jahre verstärkt dem Medium Comic zu.
Seligers Schaffen reicht von Prosatexten in den verschiedensten literarischen Genres über Lyrik, Buchillustration, Grafik, Design, Cartoon und Fachartikel bis zum Zeichnen von Comics und der Arbeit eines Szenaristen. Des Weiteren betätigt sich Seliger auch als Lektor und Korrektor.
Zurzeit ist Seliger zusammen mit Jan Suski v. a. mit beider Comic-Projekten Luzian Engelhardt und Gambert (seit 2017) beschäftigt. 
2014 startete er außerdem zusammen mit dem Zeichner Stefan Pede unter dem Pseudonym Pegasau eine weitere Comicserie mit dem Titel Der letzte Kobold.

## Werke (Auswahl)
- 1997 Sicher in Deutsch, 9. Schuljahr, Ellen Zschiesche / Dirk Seliger, Volk und Wissen Verlag, Berlin, ISBN 3-06-100948-5.
- 2001 Warum der Igel Stacheln trägt und andere Märchen mit Tieren (auch als Hörbuch auf MC und CD), amicus Verlag, ISBN 978-3-935660-01-3.
- 2001 Die Rückkehr des Till Eulenspiegel. Neue Schelmenstreiche, amicus Verlag, ISBN 978-3-935660-03-7.
- 2001 Die letzten Geheimnisse des Dr. Faust. Ein Dutzend und eine Kunstsage, amicus Verlag, ISBN 978-3-935660-06-8.
- 2002 Fabeln., amicus Verlag, ISBN 978-3-935660-11-2.
- 2005 Fabeln. Zweites Buch, amicus Verlag, ISBN 978-3-935660-24-2.
- 2006 Fabeln. Drittes Buch, amicus Verlag, ISBN 978-3-935660-86-0.
- 2006 Baron Münchhausens wahre Lügen. Die Geburt einer Legende, amicus Verlag, ISBN 978-3-935660-15-0.
- 2006 Ein Fall für Dr. Watson. Comicstrips, Text und Zeichnungen: Dirk Seliger, amicus Verlag, ISBN 978-3-935660-97-6.
- 2006 Limericks. FSK 18, amicus Verlag, ISBN 978-3-935660-95-2.
- 2009 (Mitarbeit) Ritter Runkel – Die Legende, Lothar Dräger (Roman), Illustrationen: Ulf S. Graupner, Nachwort: Dirk Seliger, MOSAIK Steinchen für Steinchen Verlag GmbH, ISBN 978-3-937649-48-1.
- 2010 Das Giftbuch des Sherlock Holmes (Anthologie), Autoren: Dirk Seliger u. a., Illustrationen: Dirk Seliger, Anke Seliger, Baskerville Bücher, ISBN 978-3-930932-93-1.
- 2010 (Mitarbeit) Raffles Holmes & Co.: Die bemerkenswerten Abenteuer von Raffles Holmes, Esq., John Kendrick Bangs (Autor), Nicole Glücklich (Hrsg.), Illustrationen: Dirk Seliger, Books on Demand Norderstedt, ISBN 978-3-8423-2512-8.
- 2011 Luzian Engelhardt 1 - Teuflisch gut drauf, A4 Hardcover, Text: Dirk Seliger, Zeichnungen: Jan Suski, Epsilon Verlag, ISBN 978-3-86693-157-2.
- 2012 Luzian Engelhardt 2 - Auf Teufel komm raus, A4 Hardcover, Text & Szenario: Dirk Seliger, Zeichnungen & Color: Jan Suski, Epsilon Verlag, ISBN 978-3-86693-214-2.
- 2013 Luzian Engelhardt 3 - Vom Teufel geritten, A4 Hardcover, Text: Dirk Seliger, Zeichnungen: Jan Suski, Epsilon Verlag, ISBN 978-3-86693-221-0.
- 2013 Luzian Engelhardt 4 - Hol's der Teufel, A4 Hardcover, Text: Dirk Seliger, Zeichnungen: Jan Suski, Epsilon Verlag, ISBN 978-3-86693-225-8.
- 2013 (Mitarbeit) Otto und Alwins großes Fest für Jürgen Günther, A4 Softcover, Herausgeber: Guido Weißhahn, Holzhof Verlag, ISBN 978-3-939509-73-8.
- 2014 Der letzte Kobold 1 – Gabelfuß und Luno, A4 Hardcover, Text: Dirk Seliger, Zeichnungen: Stefan Pede, Epsilon Verlag, ISBN 978-3-86693-195-4.
- 2014 Luzian Engelhardt 5 - Pfui Teufel, A4 Hardcover, Text: Dirk Seliger, Zeichnungen: Jan Suski, Epsilon Verlag, ISBN 978-3-86693-229-6.
- 2015 Luzian Engelhardt 6 – Mit dem Teufel im Bund, A4 Hardcover, Text: Dirk Seliger, Zeichnungen: Jan Suski, Epsilon Verlag, ISBN 978-3-86693-232-6.
- 2016 Luzian Engelhardt 7 - Den Teufel im Leib, A4 Hardcover, Text: Dirk Seliger, Zeichnungen: Jan Suski, Epsilon Verlag, ISBN 978-3-86693-245-6.
- 2016 Der letzte Kobold 2 – Huhboba und die Nachttratsch, A4 Hardcover, Text: Dirk Seliger, Zeichnungen: Stefan Pede, Epsilon Verlag, ISBN 978-3-86693-238-8.
- 2017 Luzian Engelhardt 8 - Vom Teufel besessen, A4 Hardcover, Text: Dirk Seliger, Zeichnungen: Jan Suski, Kult Comics, ISBN 978-3-946722-24-3.
- 2017 Gambert 1 - Gambert und der Vitus-Zauber, A4 Hardcover, Text: Dirk Seliger, Zeichnungen: Jan Suski, Splitter, ISBN 978-3-95839-954-9.
- 2018 Gambert 2 - Gambert und der Seelendrache, A4 Hardcover, Text: Dirk Seliger, Zeichnungen: Jan Suski, Splitter, ISBN 978-3-95839-955-6.
- 2018 Der letzte Kobold 3 – Oha und der Hakelmann, A4 Hardcover, Text: Dirk Seliger, Zeichnungen: Stefan Pede, Kult Comics, ISBN 978-3-946722-97-7.
- 2018 Der König der Spaßmacher (Roman), Illustrationen: Jan Suski, MosaPedia-Jahresgabe, ohne ISBN.
- 2018 Professor Alchemix. Gesamtausgabe 1990-2018, Text und Zeichnungen: Dirk Seliger, Pegasau Produktion, ohne ISBN[9].
- 2019 Gambert 3 - Gambert und der Wiedergänger, A4 Hardcover, Text: Dirk Seliger, Zeichnungen: Jan Suski, Splitter, ISBN 978-3-95839-956-3.
- 2020 Der letzte Kobold: Menschen, Götter und Gelichter (Kurzgeschichten), A4 Hardcover, Text: Dirk Seliger, Zeichnungen: Stefan Pede, Kult Comics, ISBN 978-3-96430-113-0.
- 2020 Im Zeichen der Rübe, Hardcover, Text: Dirk Seliger, Zeichnungen: Jan Suski, MosaPedia-Jahresgabe, ohne ISBN.
- 2021 Luzian Engelhardt 9 - Teufel noch eins, A4 Hardcover, Text: Dirk Seliger, Zeichnungen: Jan Suski, Kult Comics, ISBN 978-3-96430-141-3.
- 2023 Der letzte Kobold 4 – Der Wiemel und die Schlaazenbande, A4 Hardcover, Text: Dirk Seliger, Zeichnungen: Stefan Pede, Kult Comics, ISBN 978-3-96430-359-2.

## Auszeichnungen
Beim ICOM Independent Comic Preis 2024 erhielt Seliger für sein Album „Der letzte Kobold 4 – Der Wiemel und die Schlaazenbande“ je eine Nominierung für die Kategorien Bester Kinder- und Jugendcomic und den XPPen-Award.